# Pterolophia bipartita
Pterolophia bipartita là một loài bọ cánh cứng trong họ Cerambycidae.